# 異星大作戰
《異星大作戰》（英語：Attack the Block）是一部2011年的英国科幻喜剧恐怖片，由喬·柯尼許编剧并执导，主演有約翰·波耶加、朱迪·惠特克和尼克·佛洛斯特。影片的故事围绕着一群南倫敦的街头青少年幫派，他们在盖伊·福克斯之夜必须抵御在公营房屋中入侵的外星掠食者。这部电影是柯尼許、波耶加和作曲家史蒂文·普赖斯的电影处女作。
《異星大作戰》2011年5月11日上映，尽管票房表现不佳，但受到了评论界的积极评价，尤其是对柯尼許的导演和波耶加的表演给予了高度赞扬。该片还获得了多项国际奖项。

## 剧情
在盖伊·福克斯之夜，实习护士萨曼莎·亚当斯（Samantha Adams）被一群青少年恶棍抢劫：佩斯特（Pest）、丹尼斯（Dennis）、杰罗姆（Jerome）、比格兹（Biggz）和领袖摩西（Moses）。当一颗陨石从天而降砸到附近的一辆车上时，萨曼莎趁机逃脱。摩西在车的残骸中寻找贵重物品时，被一只狗般大小的外星生物抓伤了脸。这只生物逃走了，但帮派追捕并杀死了它。希望获得名声和财富，他们将死去的动物带给他们的熟人、大麻贩子罗恩（Ron）和他的老板、本地黑帮头目海哈茨（Hi-Hatz），但海哈茨反而招募摩西为他工作。
更多的物体从天而降。渴望与生物作战的帮派武装自己，前往最近的坠落地点，发现了一只死去的外星人，但还有其他活着的外星人。然而，他们发现这些外星人要大得多，更具威胁性。一只外星人杀死了丹尼斯的宠物比特犬波戈（Pogo），帮派逃跑了，但被两名警察和萨曼莎拦截，摩西被逮捕。外星人追踪摩西，残忍地杀死了手无寸铁的警察，萨曼莎和摩西被困在一辆面包车内。丹尼斯赶到并驾驶车辆逃脱，但在经过附近建筑的停车场时，撞上了海哈茨的车。萨曼莎逃跑了，而摩西的其他帮派成员赶到并与海哈茨及其手下对峙，海哈茨指控摩西企图杀死他，以取代他成为当地的毒枭。一只外星人出现并杀死了手下，但也被海哈茨杀死。
帮派试图逃往温德姆塔（Wyndham Tower）大楼，但在外面遭到外星人的袭击；比格兹被迫藏在回收箱中，后来被一对年轻邻居救出，他们成功杀死了外星人。同时，佩斯特被闯入他们建筑物的一只外星人咬伤了腿。他们发现萨曼莎也住在他们的楼里，说服她为佩斯特治疗腿伤。一只外星人闯入了她的公寓，摩西用一把武士刀杀死了它。意识到这些生物确实是外星生物，萨曼莎加入了他们的队伍。
帮派上楼到蒂亚（Tia）、迪普尔斯（Dimples）、迪奥娜（Dionna）和格洛里亚（Gloria）住的公寓，认为他们的安全门可以保护他们不受伤害。然而，外面的两只外星人袭击了他们，打破窗户并斬首了丹尼斯。萨曼莎杀死了一只外星人，救了摩西，而蒂亚和迪普尔斯则联手杀死了另一只。女孩们认为这些生物是专门针对男孩们的，于是把他们赶出了公寓。海哈茨和另外两名手下到达并袭击了帮派，指责他们导致了第一名手下的死亡，但另一只外星人到达并追赶海哈茨及其手下进入电梯；只有海哈茨幸存下来。
在前往罗恩的“大麻房”时，帮派遇到了更多的外星人，但利用烟花作为掩护，成功逃脱。杰罗姆在烟雾中迷失方向，被一只外星人杀死。进入罗恩的公寓，他们发现海哈茨正等着准备射杀摩西，但他突然被从窗户闯入的其他外星人袭击并杀死。团队逃脱后，与罗恩的顾客之一、动物学学生布鲁维斯（Brewis）汇合。摩西、佩斯特和萨曼莎躲进大麻房，而罗恩则藏在公寓内。
在大麻房中，布鲁维斯在紫外线灯下注意到摩西的夹克上有一块发光的污渍。布鲁维斯推测这些外星人就像孢子一样，在太阳风的推动下漂流太空，直到碰上适宜居住的星球；在着陆后，如果有足够的食物，雌性外星人会释放出强烈的信息素，吸引雄性外星人来交配并繁殖后代；摩西从杀死雌性外星人后就一直携带着这种气味，这就是为什么雄性外星人总是能找到他们的原因。摩西说服佩斯特归还萨曼莎的戒指，一起制定了计划。由于萨曼莎没有沾染到外星人的信息素，她可以前往摩西的公寓打开氣爐。
萨曼莎成功避开外星人并打开了公寓内的煤气炉。她离开了大楼，而摩西则将小型雌性外星人的尸体绑在背上，跑向充满煤气的公寓，所有的大型雄性外星人都跟着他。他将尸体扔进公寓，然后用烟花点燃了房间并跳出窗外。爆炸导致所有外星人死亡，但也让高层公寓起火。摩西通过抓住阳台上悬挂的旗帜而幸存下来。
事后，摩西、佩斯特、布鲁维斯和罗恩被逮捕，被到达的警察指控为当晚在大楼周围发生的所有死亡事件负责。警察随后要求萨曼莎指认摩西及其朋友是杀死所有人的凶手，包括之前逮捕摩西的两名警察。然而，萨曼莎称这些男孩是她的邻居，他们保护了她。在警车的后座，摩西和佩斯特听到了大楼居民为摩西欢呼的声音；他们都露出了微笑。

## 演员
影片的情节和地点大多由年轻、相对不为人知且本地的演员组成，其中许多人在片中使用了多元文化倫敦英語。据DVD的幕后特辑介绍，这些青少年是从伦敦地方政府公寓学校的戏剧班中选出的，并且必须经过八次试镜才能获得一个角色。約翰·波耶加是在互联网上看到的广告后得知这部电影的。演员阵容有：
- 約翰·波耶加 饰演 摩西，一个低级别的罪犯、青少年帮派头目和寻求在街区中获得尊重的孤儿。
- 朱迪·惠特克 饰演 萨曼莎·亚当斯，一名实习护士和温德姆塔的新住户。
- 亚历克斯·埃斯梅尔（Alex Esmail） 饰演 佩斯特，一个青少年的滑稽角色、纵火狂和摩西帮派的忠实副手。
- 弗兰兹·德拉梅（Franz Drameh） 饰演 丹尼斯，一个暴躁的披萨送货员和帮派的执行者。
- 利昂·琼斯（Leeon Jones） 饰演杰罗姆，帮派中最冷静、学术上最有天赋的成员。
- 西蒙·霍华德（Simon Howard） 饰演比格兹，帮派中最年轻的成员。在电影的大部分时间里，比格兹被外星人逼入回收箱中。
- 尼克·佛洛斯特 饰演 罗恩，本地毒贩，住在温德姆塔的顶楼，认识每个人。
- 盧克·崔德威 饰演 布鲁维斯，一个有钱的学生瘾君子，是罗恩的顾客。
- 朱馬恩·亨特（Jumayn Hunter） 饰演 海哈茨，一个本地黑帮头目和毒品供应商，罗恩的老板和摩西的对手。
- 丹妮爾·維塔利斯（Danielle Vitalis） 飾演 蒂亚，一個住在温德姆塔的女孩，是摩西的对象，也是幫派的朋友。
- 佩琪·米德（Paige Meade） 飾演 蒂亚脾氣暴躁的室友迪普尔斯，她也是帮派的朋友。
- 薩米威廉斯（Sammy Williams） 飾演 普羅布斯（Probs），一個希望加入摩西幫的孩子。
- 麥可·阿喬（Michael Ajao） 飾演 梅赫姆（Mayhem），普羅布斯最好的朋友，他和普羅布斯有著共同的目標，那就是加入摩西的幫派。
- 傑西·薩勒斯（Jacey Sallés） 飾演 比格兹的媽媽。
- 卡爾·柯林斯（Karl Collins） 飾演 丹尼斯的爸爸。
- 喬伊·安薩 飾演 警察。
- 克里斯·威爾森（Chris Wilson） 飾演 逮捕警察。